# Retroflexió
La retroflexió és un procés psicològic que, en teràpia gestalt suposa la inhibició de l'acció dirigint-la cap a un mateix. El subjecte es converteix en objecte i diana de la seva pròpia acció. Suposa fer-se a si mateix allò que voldria fer-li a l'altre, o fer-se a si mateix allò que voldria que l'altre li fes.
En la seva forma patològica, la retroflexió es dona quan evitem enfrontar-nos a l'ambient conduint la pulsió cap a nosaltres mateixos. Sol esdevenir com a renúncia o incapacitat per actuar sobre el món. Un exemple de disfunció en aquest mecanisme psicològic es dona quan experimentem situacions incòmodes prement fort la mandíbula. Les úlceres i dolors de cap solen també ser una repressió de les accions que ens desperta viure la situació present. El retroflector acaba convertint-se en enemic de si mateix per una escissió de la personalitat i falta de coordinació entre pensament i acció.
La retroflexió té una funció de seguretat personal per la qual cosa és útil en situacions on exposar la ràbia o la còlera són perjudicials per a la salut del subjecte. Una retroflexió sana és la que es dona en l'autocontrol i la disciplina. Es retroflexiona quan regulem la nostra conducta d'acord amb les exigències de la situació, quan prenem atenció en una activitat per aprendre a desenvolupar-la o quan regulem l'esforç i la hidratació durant una activitat física.